# Lightworks
O Lightworks é um sistema de edição não-linear profissional (NLE) para edição e masterização de vídeo digital em vários formatos, incluindo resoluções de 2K e 4K, e televisão nos formatos PAL, NTSC e de alta definição. Foi um dos primeiros desenvolvedores de sistemas de edição não-linear baseados em computador e está em desenvolvimento desde 1989 e ganhou um prêmio EMMY de 2017 por ser pioneiro na edição digital não-linear. O Lightworks tem milhões de adotantes em todo o mundo devido ao software estar disponível em três plataformas: Windows, Mac e Linux. O desenvolvimento de uma versão de código aberto foi anunciado em maio de 2010. Nenhum código fonte do programa foi lançado ainda.

## Características
A versão gratuita vem com um número limitado de recursos:
- Efeitos em tempo real
- Edição multicâmara avançada
- Segunda saída do monitor
- Capacidade de importar uma ampla variedade de tipos de arquivos
- Exportar para o Vimeo (H.264 / MPEG-4) até 720p HD
- Exportar para o YouTube (H.264 / MPEG-4) até 720p HD

A versão gratuita não pode exportar para DVD, Blu-ray, mas pode exportar para um disco rígido (desde o Lightworks 14).

## Uso em filmes e séries de TV
| Título do filme       | Ano  | Diretor           | Editor             |
| --------------------- | ---- | ----------------- | ------------------ |
| Pulp Fiction          | 1994 | Quentin Tarantino | Sally Menke        |
| The Cure              | 1995 | Peter Horton      | Anthony Sherin     |
| Congo                 | 1995 | Frank Marshall    | Anne V. Coates     |
| Romeo + Juliet        | 1996 | Baz Luhrmann      | Jill Bilcock       |
| L.A. Confidential     | 1997 | Curtis Hanson     | Peter Honess       |
| Moulin Rouge!         | 2001 | Baz Luhrmann      | Jill Bilcock       |
| 28 Days Later         | 2002 | Danny Boyle       | Chris Gill         |
| Bruce Almighty        | 2003 | Tom Shadyac       | Scott Hill         |
| Revolutionary Road    | 2008 | Sam Mendes        | Tariq Anwar        |
| Centurião             | 2010 | Neil Marshall     | Chris Gill         |
| O Discurso do Rei     | 2010 | Tom Hooper        | Tariq Anwar        |
| O Lobo de Wall Street | 2013 | Martin Scorsese   | Thelma Schoonmaker |

## História
A OLE Limited foi fundada em 1989 por Paul Bamborough, Nick Pollock e Neil Harris. Em 1994, foi vendido à Tektronix, que não teve sucesso no desenvolvimento dos produtos da empresa. Em 1999, foi vendido para a recém-criada Lightworks Inc., então propriedade da Fairlight Japan, e depois comprada pela Gee Broadcast em maio de 2004.

### Gee Broadcast ownership, 2004–2009
Sob a propriedade Gee Broadcast, as novas versões do produto foram retomadas com o lançamento do intervalo Lightworks Touch, e as faixas Alacrity e Softworks para edição SD e HD. A Softworks ofereceu o Lightworks User Interface e o conjunto de ferramentas em um pacote somente de software para laptops ou estações de trabalho de escritório. Softworks e Alacrity formatos suportados mistos e resoluções em tempo real e saída do projeto em diferentes resoluções, sem re- processamento. O Alacrity suportou saídas duplas enquanto o mesmo recurso estava disponível para usuários do Softworks como uma opção.

### Propriedade EditShare, 2009 – presente
Em agosto de 2009, a EditShare, empresa do Reino Unido e dos EUA, adquiriu a Gee Broadcast e a plataforma de edição Lightworks, juntamente com o sistema de servidores de vídeo GeeVS .
Na convenção anual da Associação Nacional de Emissoras, NAB Show, em 11 de abril de 2010, o EditShare anunciou que pretende transformar o Lightworks no Lightworks Open Source. Foi apresentado no IBC em Amsterdã em setembro de 2010.
Em 9 de novembro de 2010, o EditShare anunciou que o Lightworks estaria disponível para download em 29 de novembro do mesmo ano, inicialmente para os usuários que se registraram durante o anúncio inicial, mas publicando o software como "beta público".
A EditShare planejou o lançamento da versão de código aberto no quarto trimestre de 2011, depois que eles terminaram a revisão do código. Eles planejam ganhar dinheiro com plugins proprietários oferecidos em sua loja online associada, incluindo plugins necessários para acessar os formatos de vídeo profissionais. Pouco antes da data de lançamento programada de 29 de novembro de 2011, o EditShare anunciou que uma versão de software livre do software estaria temporariamente atrasada, mas não anunciou uma nova data de lançamento. O anúncio observou que eles ainda não estavam satisfeitos com a estabilidade da nova versão.

### Versão do Windows lançada na NAB 2012
Após um programa beta de 18 meses, o EditShare lançou o Lightworks 11, somente para Windows, em 28 de maio de 2012. A versão não beta do Lightworks inclui uma série de novos recursos para editores e é executada em uma ampla gama de hardware de PC. O software foi reprojetado e reescrito para portabilidade (versões para GNU / Linux e Mac OS X também foram lançadas) e agora suporta muitos outros codecs, incluindo AVCHD, H.264, AVC-Intra, DNxHD, ProRes e Red R3D., DPX, XDCAM HD 50, XDCAM EX, DVD, Blu-ray e 4K, mas apenas para a versão Pro paga. A versão gratuita suporta codecs DV, MPEG, Descomprimido e outros para importação e exportação.

### Versão do Windows 11.1 lançada em 29 de maio de 2013
Em 29 de maio de 2013, a versão estável da versão 11.1 foi disponibilizada para download. Um grande desenvolvimento na versão Pro é o desempenho muito melhor do codec H.264 / AVC em contêineres MP4 e MOV. Isso torna possível editar este formato nativamente, mesmo com CPUs menos potentes. Isso deve interessar os usuários das câmeras HDSLR e GoPro. A edição nativa de arquivos H.264 MTS é possível desde a versão 11.0.3.
Esta versão do Lightworks também substituiu o HASP pelo novo Sistema de Licenciamento EditShare (ELS), que elimina alguns problemas de instalação. Os usuários do Lightworks Free agora podem baixar a versão de 64 bits, que anteriormente era limitada a usuários do Pro. A versão gratuita agora também vem com um período experimental de 30 dias.

### Versão Linux anunciada no IBC 2012
O EditShare demonstrou a versão do Linux no NAB em Las Vegas em abril de 2012 e publicou um vídeo dele rodando no Ubuntu em seu canal no YouTube. No IBC em Amsterdã, em setembro, uma demonstração atualizada do Linux foi apresentada, e o EditShare anunciou que a versão alpha inicial do Linux estaria disponível em 30 de outubro. O Lightworks 11 alpha para Linux foi lançado em 30 de abril de 2012, mas apenas para um público limitado. A versão Linux do Lightworks foi disponibilizada como um Public Beta em 30 de abril de 2013.

### Lightworks 12 beta lançado para Windows, Linux e Mac
Em 8 de agosto de 2014, o primeiro beta do Lightworks versão 12 trabalhando no Windows, Linux e Mac foi lançado.

### Lightworks 12.5 lançado para Windows, Linux e Mac
Em 29 de agosto de 2015, foi lançada a versão 12.5 do Lightworks para Windows, Linux e Mac.

### Lightworks 12.6 lançado para Windows, Linux e Mac
Em 4 de fevereiro de 2016, foi lançada a versão 12.6 do Lightworks para Windows, Linux e Mac.

### Lightworks 14.5 lançado para Windows, Linux e Mac
Em outubro de 2018, o Lightworks lançou a versão 14.5 para as plataformas Windows, Linux e Mac. O 14.5 adicionou uma vasta gama de novos recursos, incluindo suporte a taxa de quadros variável, uma enorme quantidade de suporte a codecs, incluindo codecs Red Cinema R3D, Cineform e Blackmagic Q1. [carece de fontes?]

## Usuários
A Lightworks confirmou que mais de 4 milhões de downloads e registros ocorreram.[carece de fontes?]